# Ắ
Ắ (minuscule : ắ), appelé A bref accent aigu, est une lettre latine utilisée dans l’écriture du vietnamien.
Il s’agit de la lettre A diacritée d’une brève et d’un accent aigu.

## Utilisation
En vietnamien, le A bref ‹ Ă, ă › représente la voyelle /a/ courte ou /ɐ/ et l’accent aigu indique un ton haut montant.

## Représentations informatiques
Le A bref accent aigu peut être représenté avec les caractères Unicode suivants : 
- précomposé (latin étendu additionnel)[1] :

| formes    | représentations | chaînes de caractères | points de code | descriptions                                   |
| --------- | --------------- | --------------------- | -------------- | ---------------------------------------------- |
| capitale  | Ắ               | Ắ                     | U+1EAE         | lettre majuscule latine a brève et accent aigu |
| minuscule | ắ               | ắ                     | U+1EAF         | lettre minuscule latine a brève et accent aigu |

- décomposé et normalisé NFD (latin de base, diacritiques) :

| formes    | représentations | chaînes de caractères | points de code       | descriptions                                                        |
| --------- | --------------- | --------------------- | -------------------- | ------------------------------------------------------------------- |
| capitale  | Ắ               | A◌̆◌́                   | U+0041 U+0306 U+0301 | lettre majuscule latine a diacritique brève diacritique accent aigu |
| minuscule | ắ               | a◌̆◌́                   | U+0061 U+0306 U+0301 | lettre minuscule latine a diacritique brève diacritique accent aigu |

Il peut aussi être représenté dans des anciens codages
- VISCII :
  - capitale Ắ : 81
  - minuscule ắ : A1